# Himba

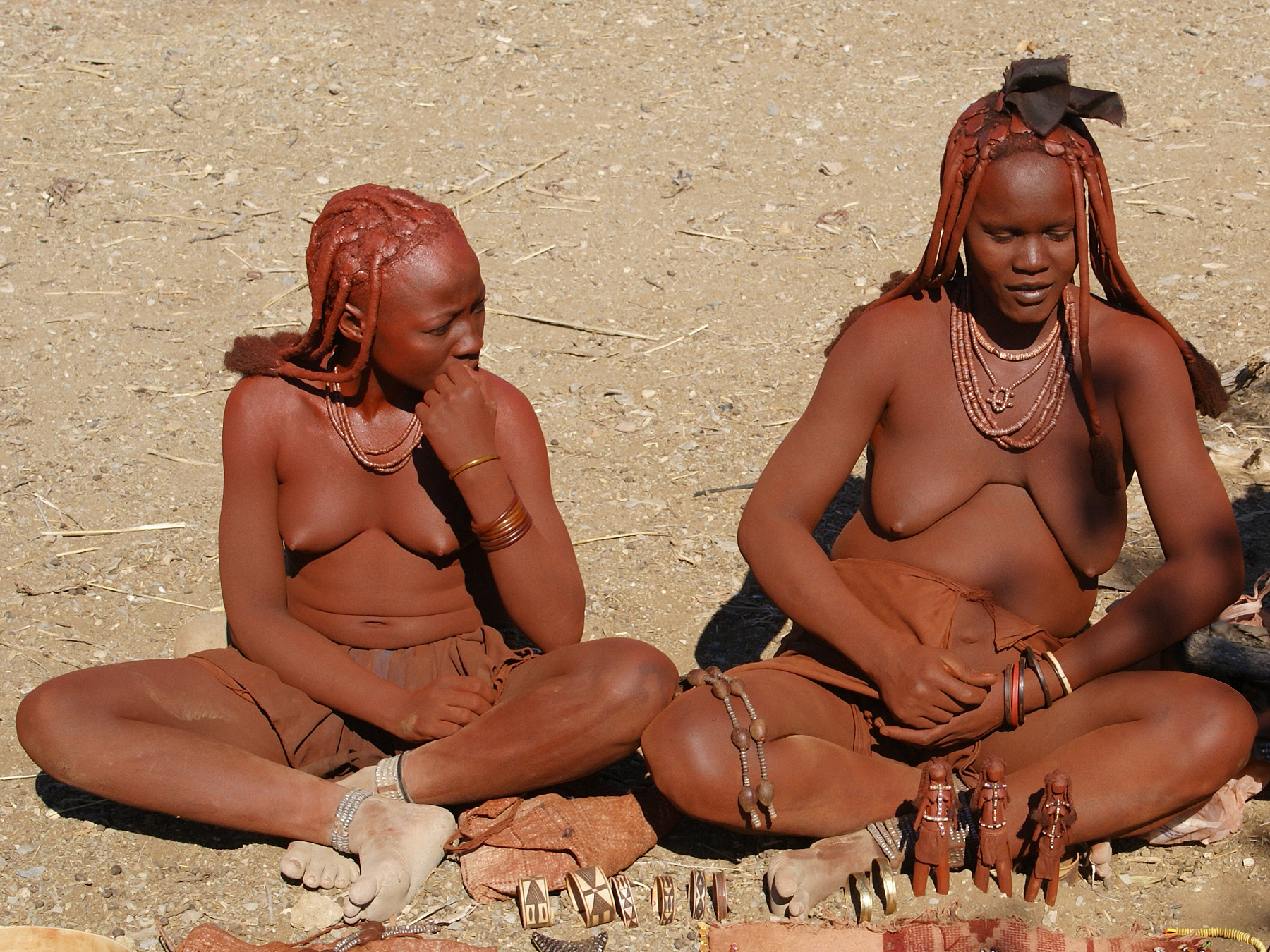
Enkele Himbavrouwen

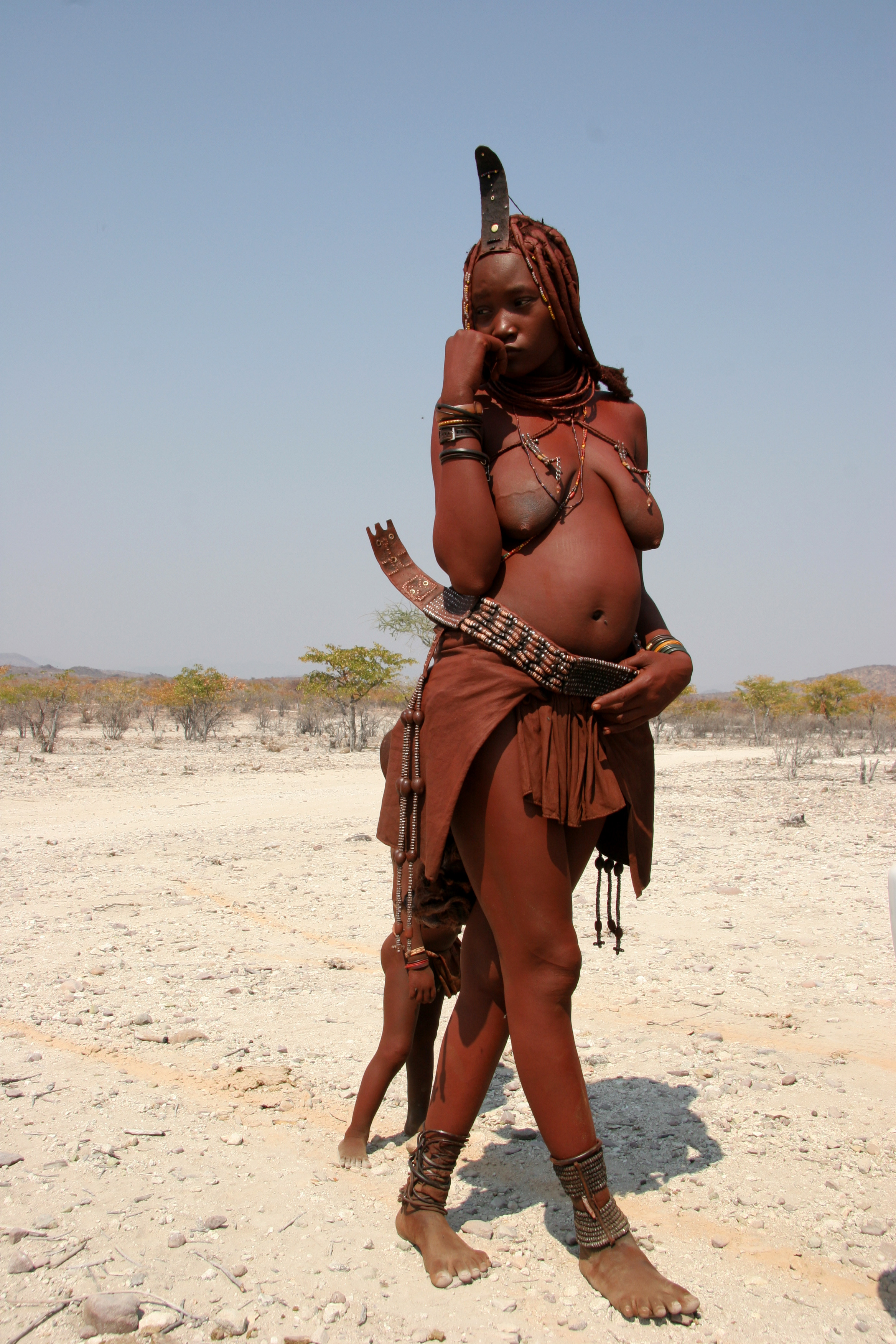
Jonge Himbavrouw

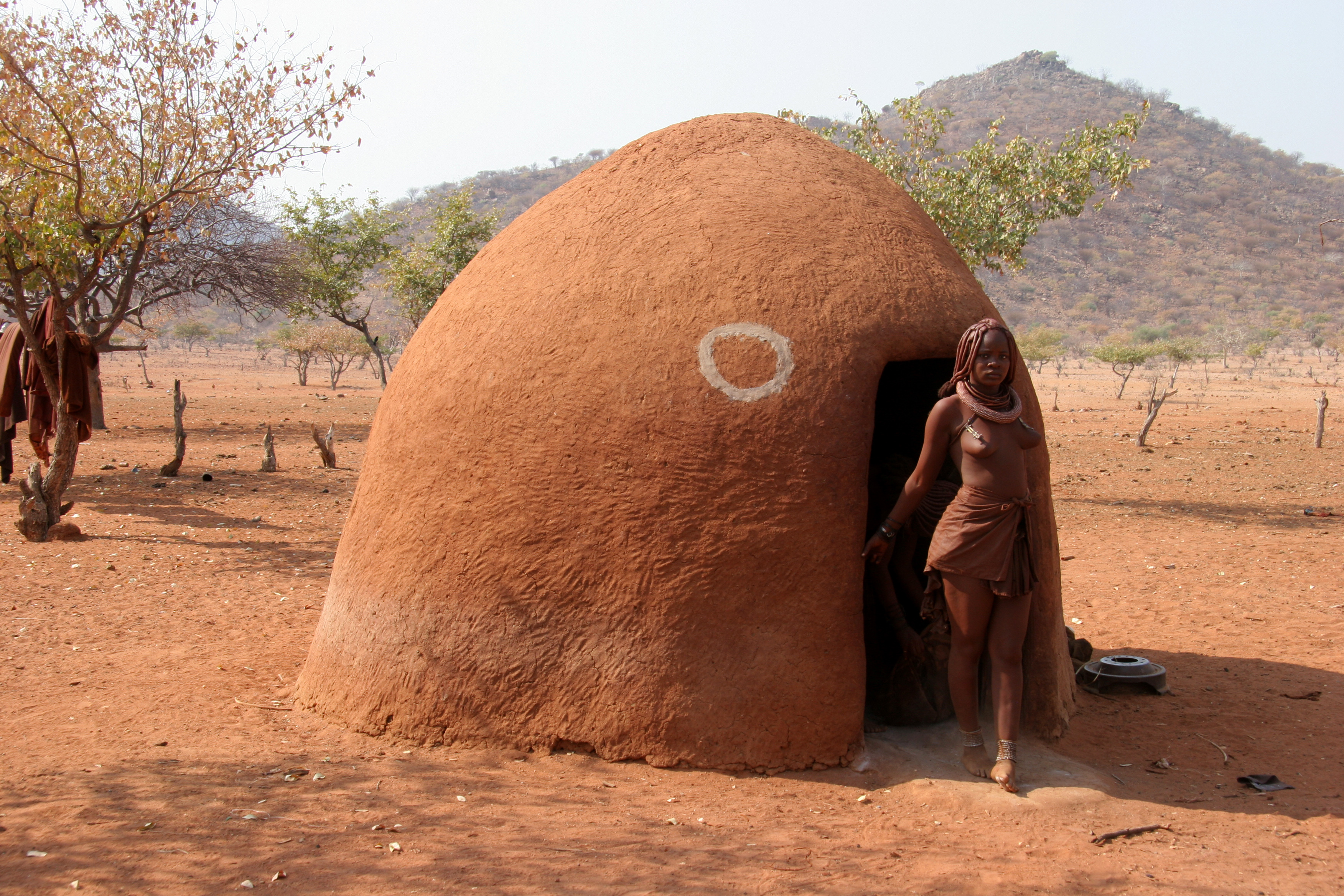
Jonge Himbavrouw voor een lemen Himbahuis

De Himba (of Ovahimba) is een bevolkingsgroep in het noordwesten van Namibië. Ze bevolkt een deel van de regio Kunene, het gedeelte dat bekend is onder de naam Kaokoveld ten zuiden van de rivier Kunene. De Himba zijn nomaden en leven voornamelijk van hun vee. De Himba zijn nauw verwant aan de Ovazemba en de Herero. Hun taal Zemba is vrijwel identiek aan de Otjiherero, die de taal is van de Herero.

## Leefwijze
Kaokoveld is een droog en onherbergzaam gebied. De Himba hebben tijdens de koloniale overheersing van Zuid-Afrika in afzondering geleefd en leven in het begin van de 21ste eeuw nog grotendeels op traditionele wijze. De Himba zijn een nomadisch volk; ze trekken met hun koeien en geiten door het land. Verder verbouwen ze maïs waar ze maïspap van maken. Het voedsel van de Himba bestaat voornamelijk uit melk met meel erin; als er groente is eten ze dat ook. Af en toe wordt er een dier geslacht; daarvan eten ze elk onderdeel op. Koeien worden alleen geslacht bij bijzondere gelegenheden, bijvoorbeeld bij een huwelijk, maar ook bij een begrafenis.

## Tradities
Voor de Himba is hun uiterlijke verschijning erg belangrijk. Hun uiterlijk zegt iets over de plaats in de groep en de fase van hun leven. Als ze tien jaar zijn worden bij zowel de jongens als de meisjes de twee voortanden in de onderkaak eruit geslagen met een stok en een steen. Dit is een Himba-traditie waarvan de herkomst onduidelijk is. Meisjes dragen hun haar in twee vlechten over hun voorhoofd; in de puberteit vlechten ze hun haar in kleine staartjes die ingesmeerd worden met geitenvet en oker. Getrouwde vrouwen dragen daarbij nog een kleine kroon van geitenvel op hun hoofd. Huwbare Himba-jongens zijn herkenbaar aan een gebogen staartje omhoog.
Himba-vrouwen wassen zich nooit, ze smeren zich in met otjize, een mengsel van geitenvet, kruiden en oker. Door de oker krijgen de vrouwen de typische rode kleur. Het mengsel beschermt hen tegen de zon. Ook sieraden zijn belangrijk voor de Himba. Deze maken ze van schelpen, leer en koper. Het belangrijkste sieraad voor de vrouwen van de Himba is de ohumba, een schelp die aan een ketting om hun nek hangt. Zowel mannen als vrouwen dragen weinig kleding; de traditionele kleding is gemaakt van de huiden van geslachte dieren.
De Himba hebben een eigen, in de westerse wereld niet gebruikelijke, metafoor voor tijd. Ze zien de tijd als een rivier die langsstroomt. De toekomst ligt achter hen, want dit gedeelte van de rivier is nog niet langsgestroomd. Het verleden ligt vóór hen, want dit is de rivier die langsgestroomd is en dus zichtbaar.

## Ontwikkelingen
Tegenwoordig verdienen de Himba bij door zich te laten fotograferen door toeristen. De Namibische overheid werkt hard om de infrastructuur van het land te verbeteren. Een gevolg hiervan is dat de Himba minder dan voorheen in afzondering leven. Als gevolg daarvan wordt hun traditionele levenswijze meer en meer beïnvloed door andere culturen. Dit wordt ook door de overheid bevorderd; kinderen mogen niet in de traditionele kledij naar school (voortgezet onderwijs). Kinderen die willen doorstuderen worden daardoor gedwongen hun traditionele kleding af te leggen.
Het voorstel om een nieuwe dam in de rivier Kunene te bouwen bij de plaats Epupa vormt een andere bedreiging voor de Himba. Als de plannen doorgaan zullen (cultuur)historische plaatsen als begraafplaatsen van de Himba en dorpen onder water komen te staan.